# Vivienne Medrano
Pour les articles homonymes, voir Medrano.
Vivienne Medrano, née le 28 octobre 1992 à Frederick dans l'État du Maryland[réf. nécessaire] et aussi connue sur internet sous le pseudonyme de VivziePop, est une animatrice, réalisatrice, illustratrice, comédienne de doublage et créatrice de bande-dessinées d'origine Salvadoro-Américaine. 
Elle est connue pour son web-comic Zoophobia ou ses séries d'animation pour adultes Hazbin Hotel et Helluva Boss.

## Biographie

### Enfance et éducation
Vivienne Medrano est originaire de l'État du Maryland, aux États-Unis. Elle se découvre un amour de l'animation grâce au film Bambi et commence l'art numérique via des logiciels comme Paint. Ses premières œuvres sont fortement influencées par Invader Zim et les comédies musicales de Broadway.
Elle étudie à la School of Visual Arts (SVA) à New-York à partir de septembre 2010. Elle participe au « SVA Pre-College program » ce qui lui permet, par la suite, d'intégrer l'école. Elle en ressort diplômée en 2014,.

### Carrière

#### Débuts
En 2011 à 19 ans, avant son inscription sur YouTube, Vivienne Medrano assiste Zach Bellissimo aux côtés de Luz Batista, Nico Colaleo, Dana Terrace et Courtney Vonada pour un projet d'études portant sur le sujet de la comédie horrifique, un court métrage d'animation intitulé Blenderstein. Le court métrage mis en ligne en 2018, puis par la suite passé en « non répertorié » sur la plateforme, met en scène Sydney, une livreuse qui se fait enlever alors qu'elle livrait un colis.
Plus tard, en 2012, c'est la naissance de sa bande dessinée ZooPhobia, qu'elle publie entre juillet 2012 et mars 2016 sur des sites tels que Tumblr ou DeviantArt. Elle crée alors une première chaîne YouTube du nom de « xZoOPhobiAx » qui présente des animations de ZooPhobia.
À la suite de cela, le 9 septembre 2012, elle crée sa chaîne YouTube VivziePop et bâtit une communauté autour de ses différents travaux,. Son premier court métrage encore disponible à ce jour s'appelle The Son of 666 qu'elle présente comme étant son projet de troisième année d'école. La vidéo est mise en ligne en 2013, soit sept mois après la création de la chaîne, et met en scène Damian Beelzly, personnage important du web-comic ZooPhobia.
C'est en mai 2014 qu'elle met en ligne Timber, son projet de fin d'études au sein de la SVA NYC, pour lequel elle est récompensée au Dusty Awards pour « Réussite Exceptionnelle dans l'Animation de Personnages » (Outstanding Achievement for Character Animation). Le film est nommé d'après la chanson éponyme de Pitbull et Kesha et lui fait plusieurs fois référence. En octobre 2014, elle réalise le clip vidéo animé de la chanson Die Young de Kesha, qui cumule plus de 50 millions de vues à octobre 2019 et l'aide à se faire connaître.
En 2016, elle réalise un stage d'été de deux semaines au sein de l'École des Gobelins, à Paris.

#### Le studio d'animation SpindleHorse Toons
Vivienne Medrano fonde sa propre marque indépendante, le studio d'animation SpindleHorse Toons, où elle est directrice, scénariste et conceptrice de personnages. Le studio produit le pilote de 30 minutes de Hazbin Hotel diffusé en octobre 2019 sur YouTube, le pilote et la première saison de Helluva Boss en novembre 2019 et plusieurs courts métrages d'animation.
La société Horseless Cowboy se charge du casting pour la première saison de Helluva Boss avec Richard Steven Horvitz comme directeur artistique. Erika Henningson prête sa voix à l'héroïne Charlie Morningstar, Jeremy Jordan à Lucifer, Stephanie Beatriz à Vaggie, Keith David au barman Husk, Blake Roman à Angel Dust, Amir Talai au démon de la radio Alastor et Kimiko Glenn à Niffty. Les paroles et la musique sont de Sam Haft et Andrew Underberg.
En juillet 2020, elle publie un clip vidéo animé pour Hazbin Hotel intitulé Addict, reprenant le nom d'une chanson de Silva Hound. En août 2020, la série est choisie par la société de production américaine A24, dont il s'agit de la première série animée,. Elle coproduit la série avec Bento Box Entertainment de Fox Entertainment.
Le 18 janvier 2024, Hazbin Hotel sort sur la plateforme SVOD Amazon Prime Vidéo. En février 2024, sa chaîne YouTube atteint 9 millions d'abonnés et 1,2 milliard de vues. Une deuxième saison est annoncée pour la série.
Cartoon Brew la décrit comme un « parangon de réussite indie dans l'animation ». En 2023, l'universitaire Ben Mitchell caractérise Hazbin Hotel et Helluva Boss de « sensationnellement populaires » et estime que ces séries adoptent une utilisation efficace de Patreon pour subventionner l'art « par le biais de paiements mensuels échelonnés ».
Le 30 septembre 2020, Vivienne Medrano sort un court métrage d'animation intitulé Bad Luck Jack, basé sur ZooPhobia. Le court métrage remporte un Ursa Major Award dans la catégorie « Best Dramatic Short Work » (meilleur court métrage dramatique). Le court métrage est également listé comme « Recommended Anthropomorphic Dramatic Short Work » sur le site web de l'Ursa Major Award.
En 2023, une saison de Helluva Boss reçoit le Ursa major Award dans la catégorie « Best Dramatic Series ».

#### Autres activités
De 2017 à 2019, Vivienne Medrano travaille en tant qu'animatrice sur la série Too Loud de Nico Colaleo sur DreamWorks. Elle qualifie son expérience de « délice ». Elle travaille en tant que conceptrice de personnages sur la série.
En mars 2021, il est rapporté qu'elle est partenaire de Redefine Entertainment, une société de gestion formée par Jairo Alvarado, Tony Gil et Max Goldfarb.

### Vie privée
Vivienne Medrano se déclare bisexuelle dans une interview en janvier 2024, comme une « femme queer sur Internet qui a fait quelque chose de populaire ». Elle établit un rapprochement entre son personnage Charlie Morningstar dans la série Hazbin Hotel et elle-même. D'après elle, elles sont toutes deux dans une « position de lutte contre les difficultés pour que nos rêves existent ». Elle dit toutefois s'identifier davantage à son personnage Vaggie et que ces deux personnages sont « des facettes de [son] moi ». Elle reçoit dans son enfance une éducation presbytérienne et dit se souvenir être allée à l'église et avoir remis en question de nombreuses histoires de la Bible – Adam, Ève et Lucifer, en particulier.

## Filmographie

### Courts métrages
| Titre                      | Année | Poste      | Poste      | Poste       | Poste      | Poste | Rôle  | Informations complémentaires    |
| Titre                      | Année | Directrice | Scénariste | Productrice | Animatrice | Autre | Rôle  | Informations complémentaires    |
| -------------------------- | ----- | ---------- | ---------- | ----------- | ---------- | ----- | ----- | ------------------------------- |
| Blenderstein               | 2011  | Non        | Non        | Non         | Non        | Oui   | Aucun | Assistante,                     |
| Son of 666                 | 2013  | Oui        | Oui        | Non         | Non        | Non   | Aucun | Créatrice                       |
| Timber                     | 2014  | Oui        | Non        | Non         | Non        | Non   | Aucun | Créatrice                       |
| Hand-Drawn: 2D Documentary | 2019  | Non        | Non        | Non         | Non        | Oui   | Aucun | Incarne sa propre personne      |
| That's Entertainment       | 2019  | Oui        | Oui        | Oui         | Oui        | Oui   | Aucun | Pilote de Hazbin Hotel          |
| Bad Luck Jack              | 2020  | Oui        | Oui        | Non         | Oui        | (no)  | Aucun | Court métrage tiré de Zoophobia |

### Télévision
| Titre        | Année             | Poste   | Poste       | Poste      | Poste      | Rôle | Informations complémentaires |
| Titre        | Année             | Autrice | Productrice | Directrice | Animatrice | Rôle | Informations complémentaires |
| ------------ | ----------------- | ------- | ----------- | ---------- | ---------- | ---- | ---------------------------- |
| Hazbin Hotel | 2024 –aujourd'hui | Oui     | Oui         | Oui        | Oui        | Non  | Créatrice                    |

### Web-séries
| Titre          | Année              | Poste   | Poste       | Poste      | Poste      | Rôle               | Informations complémentaires                          |
| Titre          | Année              | Autrice | Productrice | Directrice | Animatrice | Rôle               | Informations complémentaires                          |
| -------------- | ------------------ | ------- | ----------- | ---------- | ---------- | ------------------ | ----------------------------------------------------- |
| Too Loud       | 2017 –2019         | Non     | Non         | Non        | Oui        | Sarah              | Animatrice et character designer[source insuffisante] |
| Hazbin Hotel   | 2019 –aujourd'hui  | Oui     | Oui         | Oui        | Oui        | Aucun              | Créatrice,                                            |
| Helluva Boss   | 2019 – aujourd'hui | Oui     | Oui         | Oui        | Oui        | Keenie             | Créatrice,                                            |
| Helluva Boss   | 2019 – aujourd'hui | Oui     | Oui         | Oui        | Oui        | Deerie             | Créatrice,                                            |
| Helluva Boss   | 2019 – aujourd'hui | Oui     | Oui         | Oui        | Oui        | Caissière          | Créatrice,                                            |
| Ollie & Scoops | 2019 –aujourd'hui  | Non     | Non         | Non        | Non        | Poopsie St. Pierre |                                                       |
| Eddsworld      | 2021               | Non     | Non         | Non        | Non        | Face Painter       | Épisode The Beaster Bunny                             |